# 赵伦贞
赵伦贞（韓語：조윤정，1979年4月2日—）是韩国職業女子网球运动员。曾參加2000年和2004年兩屆夏季奧林匹克運動會，獲得三枚亞洲運動會獎牌。2008年正式退役。

## 外部連結
- 赵伦贞在国际奥林匹克委员会的资料
- 赵伦贞的国际女子网球协会官方資料（英文）
- 赵伦贞的國際網球總會 職業／青少年 官方資料（英文）